# Aquisição de dados

## Aquisição de Dados (DAQ)
A aquisição de dados, também conhecida como DAQ (do inglês Data Acquisition), é o processo de medição de fenômenos do mundo real como tensão, corrente, temperatura, pressão, ou som, e a conversão dos resultados obtidos em dados digitais que podem ser manipulados por um computador. A aquisição de dados é uma parte essencial em muitos campos, incluindo ciência, indústria. A aquisição de dados é geralmente aceita como distinta das formas anteriores de gravação em gravadores de fita ou gráficos de papel. Ao contrário desses métodos, os sinais são convertidos do domínio analógico para o domínio digital e, em seguida, gravados em um meio digital, como ROM, mídia flash ou discos rígidos

## Componentes de um Sistema de Aquisição de Dados
Um sistema de aquisição de dados é composto por quatro elementos essenciais:
Sensores ou Transdutores: São usados para medir um fenômeno físico e converter em um sinal elétrico mensurável
Condicionadores de Sinal: Preparam a saída de sensores analógicos para serem amostrados digitalmente. Eles podem incluir processos como a conversão de uma resistência em uma tensão, a divisão, a amplificação e o deslocamento de uma tensão
Conversores Analógico-Digital (ADCs): São usados para converter o sinal analógico em uma série de valores digitais de alta velocidade para que possam ser exibidos e armazenados pelo sistema de aquisição de dados
Computador com Software DAQ: Para registro de dados e análise. Os sistemas de aquisição de dados de hoje normalmente utilizam um disco rígido de estado sólido (SSD ou HDD) para transmitir dados do subsistema ADC para o armazenamento permanente

## Aplicações da Aquisição de Dados
Os sistemas de aquisição de dados são usados em uma ampla variedade de setores, incluindo acústica, gravação de dados, testes de voo e espaço, monitoramento, análise de potência e qualidade, maquinário rotativo, dinâmica estrutural, testes de veículos e análise de vibração. Além disso, os sistemas de aquisição de dados são usados para testes de P&D, monitoramento estrutural e controle de qualidade. Eles são usados para coletar dados em tempo real de várias fontes e podem ser usados para monitorar e controlar processos em tempo real. Eles são essenciais para garantir a qualidade e a eficiência dos processos de produção.

## Variações de Sistemas de Aquisição de Dados
Existem vários tipos de sistemas de aquisição de dados, que podem ser categorizados com base em várias características, como o tipo de medição que realizam, a quantidade de dados que podem processar, e a velocidade com que podem operar. Alguns sistemas de aquisição de dados são projetados para medir um único tipo de fenômeno, enquanto outros podem medir vários tipos de fenômenos simultaneamente. Além disso, alguns sistemas de aquisição de dados são projetados para operar em tempo real, enquanto outros podem armazenar dados para análise posterior.

### Tipos de Sinais
Os sistemas de aquisição de dados podem medir uma variedade de tipos de sinais, incluindo sinais analógicos e digitais. Os sinais analógicos são contínuos e podem ter qualquer valor dentro de um determinado intervalo, enquanto os sinais digitais têm valores discretos. Alguns dispositivos de aquisição de dados podem medir ambos os tipos de sinais

### Tipos de Conexões e Interfaces
Os sistemas de aquisição de dados podem usar uma variedade de tipos de conexões e interfaces para transmitir dados. As conexões podem ser feitas através de cabos, como USB, Ethernet, PCI Express (PCIe), e PXI Express (PXIe), ou sem fio. As interfaces podem incluir interfaces de usuário gráficas, interfaces de linha de comando, ou interfaces de programação de aplicativos (APIs)

## Condicionamento de Sinal
O condicionamento de sinal é uma operação crítica em sistemas de aquisição de dados. Ele envolve a transformação do sinal do sensor em uma forma que possa ser útil para os dispositivos de interface. Independentemente do tipo de sensor ou transdutor, o equipamento de condicionamento de sinal adequado pode melhorar a qualidade e o desempenho do sistema. O processo de condicionamento envolve uma combinação de processos mais simples que podem ser usados em todos os tipos de sinais: converter uma resistência em uma tensão, dividir, amplificar e deslocar uma tensão

### Amplificação
Um amplificador, localizado na placa DAQ ou em um dispositivo externo, aplica um ganho ao pequeno sinal do sensor antes de ser enviado para os conversores analógico-digitais (ADCs)

### Filtragem
É comum a utilização de filtros para rejeitar ruídos indesejados dentro de uma certa faixa de frequência.

### Redução de Ruído e Isolamento
A redução de ruído e o isolamento são técnicas importantes para melhorar a qualidade dos dados coletados em um sistema de aquisição de dados. Eles podem ajudar a minimizar o impacto do ruído e das interferências no sinal medido